# Puke Ariki
Puke Ariki (en maorí: "Colina de los jefes") es un museo y una biblioteca combinada en  Nueva Plymouth, Nueva Zelanda. También incluye un centro de información para visitantes y una cafetería. Es la primera biblioteca, museo y centro de información para visitantes construida con el propósito de funcionar integradas en el mundo. Puke Ariki ganó el prestigioso premio Creative New Zealand de lugares creativos en el año 2003.